# Ішкарово
Ішка́рово (рос. Ишкарово, башк. Ишҡар) — село у складі Ілішевського району Башкортостану, Росія. Адміністративний центр Ішкаровської сільської ради.
Населення — 576 осіб (2010; 658 у 2002).
Національний склад:
- башкири — 91 %